# کریستیان هریسون
 کریستیان هریسون (انگلیسی: Christian Harrison؛ زاده ۲۹ مهٔ ۱۹۹۴) یک تنیس‌باز اهل ایالات متحده آمریکا است.